# Torben Frank
Torben Frank est un footballeur danois né le 16 juin 1968 à Copenhague. Il jouait au poste d'attaquant.

## Biographie
Il remporte l'Euro 1992 avec le Danemark.
Torben Frank est notamment connu pour avoir été l'un des plus gros échecs de recrutement de l'OL sous la présidence de Jean-Michel Aulas. En effet, à l'été 1992, peu de temps après avoir été sacré champion d'Europe avec son pays, il signe dans le club rhodanien contre six millions de francs et ce, sans avoir passé de visite médicale préalable.
Lors de son premier match (amical), il est contraint de quitter le terrain au bout d'une demi-heure de jeu à cause d'une douleur au genou. Lors d'examens complémentaires réalisés par le médecin du club, sa rotule cède et l'on découvre alors que le Danois souffre d'une malformation congénitale, ce que ni son ancien club ni lui-même n'avaient indiqué au club avant sa signature. S'ensuivront plus de deux ans de procédures judiciaires entre le joueur, le club lyonnais, les fédérations française et danoise, et même l'UEFA et la FIFA. Il quittera l'OL sans y avoir joué le moindre match officiel.

## Palmarès
- Vainqueur de l'Euro 1992 avec le Danemark
- Champion du Danemark en 1987, 1988, 1990 avec Brøndby et en 1992 avec Lyngby

## Sélections
- 7 sélections et 2 buts avec l'équipe du Danemark espoirs entre 1988 et 1989[3].
- 5 sélections et 0 but avec l'équipe du Danemark entre 1991 et 1992[3].